# Coscinaraea hahazimaensis
Coscinaraea hahazimaensis là một loài san hô trong họ Siderastreidae. Loài này được Yabe & Sugiyama mô tả khoa học năm 1936.